# Смолинка (приток Солотвы)
Смолинка (укр. Смолинка) — река в Яворовском районе Львовской области Украины и в Любачувском повяте Подкарпатского воеводства Польши. Принимая справа реку Паперня, образует Солотву (бассейн Вислы).
Длина реки 18 км, площадь бассейна 16,8 км². Русло слабоизвилистое.
Истоки расположены в восточной части села Смолин. Течёт сначала на юго-запад, затем на запад и на северо-запад. Пересекает украинско-польскую границу западнее села Салаши.
Притоки — Гребелька (левый), Сухая Липа (правый).
На реке расположены сёла Смолин, Луг, Великие Макары, Салаши (Украина), Хута-Крышталова, Подлеся, Башня-Гурна (Польша).